# خالد عصر
خالد عَصَر (دسوق، 10 ديسمبر 1992)، هو لاعب كرة طاولة مصري. شارك في دورة الألعاب الأولمبية الصيفية لعام 2016 في منافسات فردي الرجال. وهو شقيق لاعب تنس الطاولة عمر عصر.